# سو بيلي ثورمان
سو بيلي ثورمان (26 أغسطس 1903 - 25 ديسمبر 1996) مؤلفة ومُحَاضرة ومؤرخة وناشطة أمريكية في مجال الحقوق المدنية. كانت أول طالبة من السود تحصل على درجة البكالوريوس في الموسيقى من كلية أوبرلين، التابعة لولاية أوهايو. درست لفترة وجيزة في معهد هامبتون في فرجينيا، قبل أن تشارك في العمل الدولي مع جمعية الشابات المسيحيات في عام 1930. في منتصف ثلاثينيات القرن العشرين، وخلال رحلة استمرت ستة أشهر عبر آسيا، أصبحت ثورمان أول امرأة أمريكية من أصل أفريقي تلتقي بالمهاتما غاندي. ألهم الاجتماع مع غاندي ثورمان وزوجها، اللاهوتي هاوارد ثورمان الترويجَ للمقاومة اللا عنفية باعتبارها وسيلة لإحداث التغيير الاجتماعي، وقد لفت ذلك انتباه الواعظ الشاب مارتن لوثر كنغ الابن. في حين أنهم لم يكونوا محتجين نشطين في حركة الحقوق المدنية، فقد كانوا بمثابة المستشارين الروحانيين للكثيرين ممن هم في الصفوف الأمامية، وقد ساعدوا في إنشاء أول كنيسة غير طائفية مشتركة بين الأعراق في الولايات المتحدة.
لعبت ثورمان دورًا فعالا في إنشاء منظمات طلابية دولية لمساعدة الطلاب الأجانب في تجنب الشعور بالعزلة أثناء الدراسة في الخارج. نظمت ثورمان واحدا من أوائل برامج المنح الدراسية الدولية للنساء الأميركيات من أصول إفريقية. بحثت في العنصرية وآثار التحيز على مختلف أطياف الناس في جميع أنحاء العالم، إذ قامت في حياتها برحلتين حول العالم. كتبت كتباً ومقالات صحفية تدعو فيها للحفاظ على تراث السود، وشرعت في جهود النشر للمجلس الوطني للنساء الزنجيات (NCNW) من خلال تأسيس مجلة المرأة الأفرو أمريكية. بالإضافة إلى كتابتها التأريخ الثاني على الإطلاق لسكان كاليفورنيا السود. في عام 1958، نشرت ثورمان كتابًا عن الطهي يحتوي على معلومات تاريخية تخص المحترفات من النساء السود، وذلك في وقت كان فيه الأميركيون من أصل أفريقي قليلي التمتع بالحقوق المدنية. ومع إدراكها بقلة الاهتمام الأكاديمي بتاريخ المرأة السوداء، فقد استخدمت ثورمان حيلة تسويق الطعام لبيان حياة غير الخادمات من النساء السود. شاركت في المؤتمرات النسوية العالمية ومؤتمرات السلام الدولية، وجزءًا من وفد غير رسمي حضرت ثورمان في سنة 1945 مؤتمر سان فرانسيسكو لتأسيس الأمم المتحدة، وأنشأت متاحف مثل متحف التاريخ الأفرو-أمريكي في بوسطن سنة 1963.
تقاعدت ثورمان وزوجها في سان فرانسيسكو في سنة 1965. عملت مع مكتبة سان فرانسيسكو العامة في سنة 1969 لتطوير موارد تاريخ السود في الغرب الأمريكي. كُرمت بالجائزة المئوية في كلية سبيلمان سنة 1979، وقد تقاسمت التقدير مع مديرة اليونسكو هيرشيل سوليفان تشالنجر. بعد وفاة زوجها في عام 1981، تولت ثورمان إدارة صندوق هاوارد ثورمان التعليمي، الذي مول بحوثا للأغراض الأدبية والدينية والعلمية، وساعد في تقديم المنح الدراسية للطلاب السود. عند وفاتها سنة 1996، تركت أرشيفات الزوجين الضخمة للعديد من الجامعات.

## مطلع حياتها

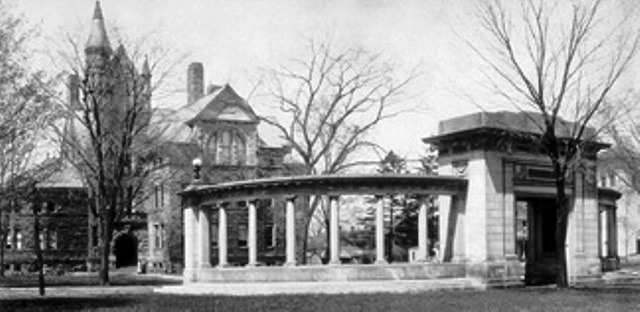
كلية أوبرلين

ولدت سو بيلي في 26 أغسطس 1903، في مدينة باين بلاف، التابعة لولاية أركنساس، لوالدها القس إسحاق ولوالدتها سوسي (ني فورد) بيلي. التحقت بالمدرسة الابتدائية في مدرسة ناني بوروز للبنات في واشنطن العاصمة. تخرجت سنة 1920 من المدرسة الإعدادية، مدرسة سبيلمان اللاهوتي (الآن كلية سبيلمان) الواقعة في مدينة أتلانتا، التابعة لولاية جورجيا. واصلت تعليمها في كلية أوبرلين الواقعة في مدينة أوبرلين، التابعة لولاية أوهايو، وحصلت على البكالوريوس في الموسيقى والفنون المتحررة بعد تخرجها عام 1926؛ ما جعلها أول طالبة من السود تحصل على شهادة موسيقية من أوبرلين. أثناء وجودها هناك، نمت علاقة صداقة بينها وبين لويز تومبسون التي أصبحت شخصية محورية في حركة نهضة هارلم. شجعت لانغستون هيوز مخترعَ شعر الجاز على قراءة الشعر هناك. سافرت مع فرقة خماسية لإحياء حفلات موسيقية في كليفلاند ونيويورك وفيلادلفيا وأيضا في لندن وباريس.

## بدايات حياتها المهنية
عملت بيلي ثورمان بعد التخرج مدرسة موسيقى في معهد هامبتون في فرجينيا، ولكنها لم تكن تستمتع بالعمل. كانت إحدى المشكلات هي أن صديقتها لويز تومبسون التي عملت مدرسة هناك، كتبت بشكل مجهول إلى وليام إدوارد بورغاردت دو بويز مؤسس الجمعية الوطنية للنهوض بالملونين تشتكي من الظروف في الكلية تحت الإدارة ذات الغالبية من البيض. وعلى الرغم من أن بيلي كانت تشتبه في كتابتها للرسالة بعد أن نشرها وليام إدوارد بورغاردت دو بويز في مجلة «ذا كريسس» التابعة لإن إيه إيه سي بي، لم تخن تومبسون، بل دعت لانجستون هيوز إلى هامبتون لقراءة الشعر وتقديم الدعم المعنوي. ومع ذلك؛ غادرت بيلي معهد هامبتون في عام 1930؛ لتصبح أمينة قومية متنقلة لجمعية الطالبات المسيحيات العالمية (YWCA). ألقت محاضرات في جميع أنحاء أوروبا وأنشأت أول لجنة زمالة عالمية لجمعية الطالبات المسيحيات العالمية. في 12 يونيو عام 1932؛ تزوجت بيلي من هاوارد ثورمان (1900-1981) في قاعة طعام أكاديمية لينكولن الواقعة في مدينة كينغز ماونتن بولاية كارولاينا الشمالية. كان هاوارد ثورمان وزيرا، وأصبح فيما بعد ناقدًا اجتماعيًا وكاتبًا وعميدًا للعديد من الجامعات الأمريكية البارزة. في وقت زواجهما، كان يشغل منصب عميد رانكين تشابل، وأستاذ علم اللاهوت النظامي في جامعة هاورد في واشنطن العاصمة.

## آسيا

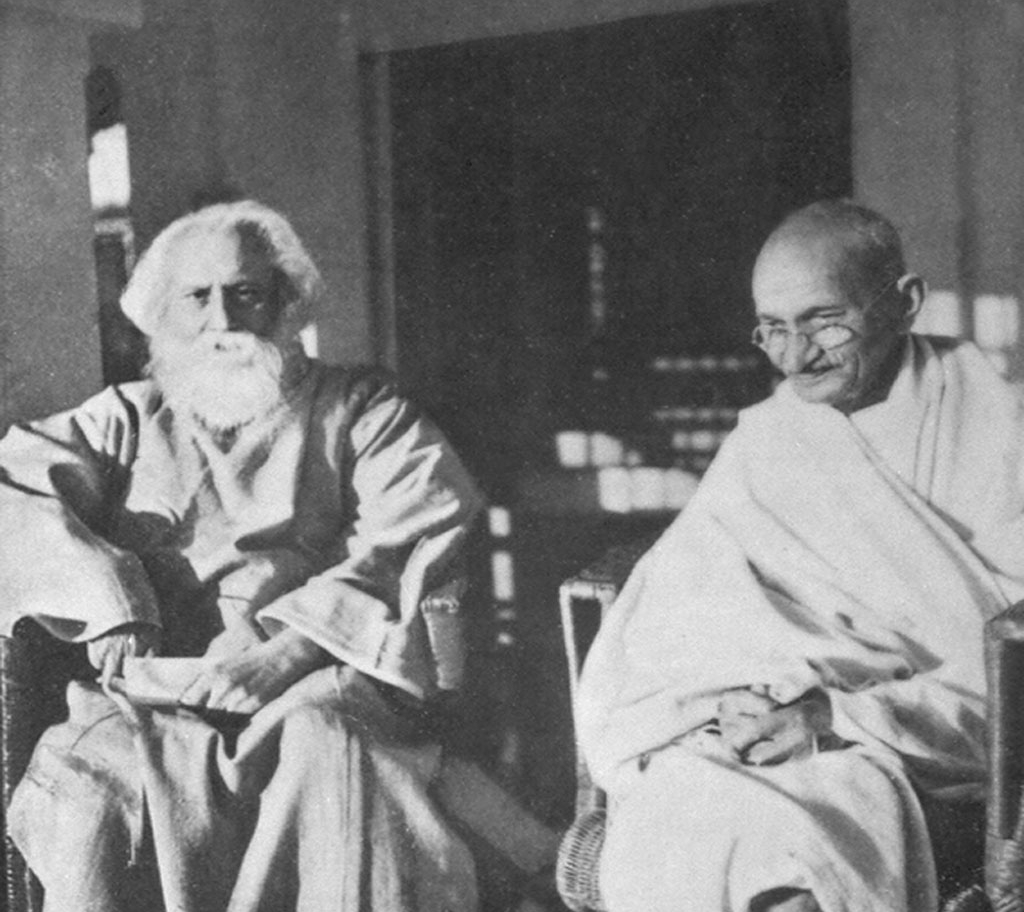
روبندرونات طاغور بصحبة مهاتما غاندي

بدأ الزوجان رحلة لمدة ستة أشهر عبر جنوب آسيا سنة 1935، إذ قاموا بزيارة بورما وسيلان والهند، وقد بلغوا ذروة «التمتع بالصحبة» عند زيارتهم لمؤتمر الطلاب الدوليين في الهند. وقد ترأس زوجها الوفد الأمريكي، وألقى محاضرات في أكثر من أربعين جامعة، بينما طُلب من بيلي ثورمان نفسها أن تلتقي بالصحفيين والطلاب، لمناقشة العلاقات العرقية وتقييم أوجه التشابه في الأوضاع مع الهنود والبريطانيين والأمريكيين ذو الأصول الأفريقية والأميركيين البيض. رفض هاوارد الفرصة في البداية، ولم تدرَج زوجته ضمن العرض، ولكن كلاهما كانا من المشاركين بعد الموافقة على الرحلة. لم تُختر ثورمان؛ لأنها زوجة لهاوارد ثورمان، ولكن، على حد تعبير اللجنة، لأنها كانت واحدة من «أفضل أربعة أشخاص قدرة على القيام بهذه المهمة بالذات». كان هذا القرار مثيرا للإعجاب؛ نظرا لأنه في تلك الفترة كانت النساء السود في الغالب من المهمشين في المجتمع، ويحظر عليهن عمومًا القيام بأدوار قيادية في برامج الرعاية الاجتماعية. حاضرت ثورمان خلال الرحلة عن النساء الزنوج والمنظمات التي ينتمون إليها، وعن مبدأ الأممية وعن الثقافة. وخلال لقائها مع الشاعر والفيلسوف روبندرونات طاغور في حي شانتينكتان؛ قدمت ورقة بعنوان «تاريخ الموسيقى الزنجية» رغم أنها في البداية كانت مترددة في مناقشة موسيقى العبيد. وافقت في النهاية، وذلك فقط بعد أن أوضح طاغور وغاندي أن المسيحيين الآسويين ينظرون إلى موسيقى الزنوج على أنها تعبير عن الإيمان العميق للناس، حتى وإن كانوا في أغلال العبودية، إذ تبدو أكثر أصالة من التراتيل الغربية. غنت ثورمان وعلمت أغانيها للجوقات المحلية. تحدثت عن الفن، وذلك بعد أن اكتسبت المعرفة حول هذا الموضوع خلال رحلة سابقة إلى المكسيك.
التقى الزوجان بالمهاتما غاندي، فأصبحا أول شخصان أميركيان من أصل أفريقي يجتمعان معه. عندما طلب منه ثورمان أن ينقل رسالته إلى الولايات المتحدة، احتج لأن عمله موجه للهند، وأن مهمته الشخصية لم تنته بعد. مثلَ النقاش حول كيفية استخدام المقاومة اللاعنفية باعتبارها وسيلة لإحداث تغيير اجتماعي أحد الجوانب المهمة للاجتماع. كان للاجتماع تأثير عميق على الزوجين، إذ غيّر مسيرة حياتهم. وعلى الرغم من أنهم ظلوا مسيحيين، فإن الاجتماع مع غاندي دفعهم إلى التفكير في إنشاء كنيسة تخلو من التحيز، تسمو فوق الأطر العرقية والاجتماعية والاقتصادية والروحية. بعد عودتهم إلى الولايات المتحدة، تلقى هاوارد رسالة من «أ. ج. موستي» نيابة عن «ألفريد فيسك» الذي كان يبحث عن شخص ما لإنشاء كنيسة في سان فرانسيسكو تسمو فوق الفوارق العنصرية والروحية. كان موست يأمل بأن يعرف القس ثورمان طالبا لاهوتيا مهتما بهذا الشأن. وبدلاً من ذلك، قرر هاوارد أن يتولى التحدي بنفسه، فعمل على الحصول على إجازة حتى يتسنى له تأسيس الكنيسة. وقد ذهبت ثورمان معه في إحضار ابنتيهما، إذ كانت هي الآخرى تؤمن بالقضية بشدة.

## أواسط حياتها المهنية

### سان فرانسيسكو والأعمال العلمية
أنشأت ثورمان منحة جولييت ديريكوت الدراسية في أواخر ثلاثينيات القرن العشرين، التي سمحت للنساء الأمريكيات من أصول إفريقية من ذوات التحصيل العلمي العالي بالدراسة والسفر إلى الخارج. كانت «ماريان بانفيلد» من جامعة هاوارد و«آنا براون» من كلية أوبرلين أول اثنتين تحصلان على المنحة. بانفيلد هي ابنة معمودية لهاوارد ثورمان. في العام التالي، تلقت إليزابيث ماكري من بوسطن المنحة الدراسية، إذ التحقت بجامعة فيسك، ومارغريت بوش ويلسون من كلية تالاديجا.

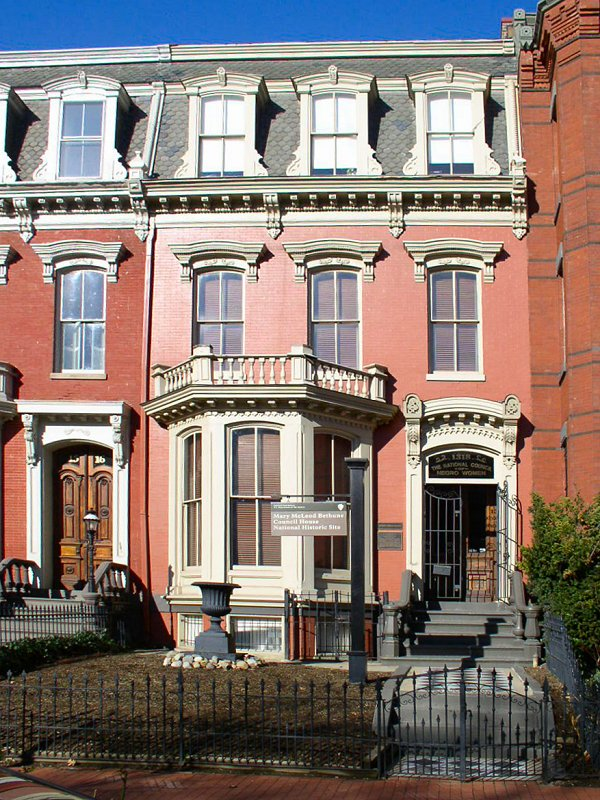
مجلس ماري مكلويد بيتون

أسست ثورمان عام 1940 مجلة الأفرو أمريكان النسائية، وهي أول وسيلة نشر للمجلس القومي للنساء الزنوج (NCNW) ، وقد أشرفت ثورمان على تحريرها منذ سنة 1940 حتى سنة 1944. شكلت لجنة أرشيف سنة 1941 لتصميم خطة لجمع الأعمال حول إنجازات النساء الأميركيات من أصول إفريقية. ورغم أن خططهم ركزت في المقام الأول على السجلات المكتوبة والإنجازات المهنية، بالتالي تعكس حياة الطبقة المتوسطة؛ فقد بدأت اللجنة العمل على جمع السجلات التاريخية للنساء السود. أصبحت ثورمان في سنة 1944 رئيسة اللجنة، وقد تبرعت والدتها بمبلغ 1000 دولار لإنشاء مكتبة وطنية، وأرشيفات، ومتاحف للنساء السود تابعة للمجلس القومي للنساء الزنوج. في 30 يونيو 1946؛ أقاموا حملة أرشيفية كبيرة، إذ نشروا الإخطارات في النشرات الإخبارية، وطلبوا من الوزراء والمنظمات وأمناء المكتبات وغيرهم؛ مساعدتهم في الحصول على الصور والكتب والتذكارات. افتتحوا أول مرفق للمكتبة في ما يُعرف الآن باسم «الموقع التاريخي الوطني لماري مكلويد بيتون».
انتقلت ثورمان وزوجها إلى سان فرانسيسكو في سنة 1943. كتبت عدة مقالات حول رحلتهم الآسيوية، وتحليلهم المعلومات، ومناقشة اجتماعهم مع غاندي، وسعيهم الملح من أجل تبادل المنح الدراسية للطلاب الزنوج في الجامعات الهندية. لقد تعلم مارتن لوثر كينغ الابن من بيلي ثورمان وزوجها، من محادثاتهم وكتاباتهم المقاومة اللاعنفية كوسيلة للاحتجاج الاجتماعي. بحلول عام 1944، أصبحت الكنيسة التي تصوروها بعد لقائهم مع غاندي حقيقة واقعة، عندما افنتحوا، جنبا إلى جنب مع فيسك، «كنيسة صحبة كل الشعوب». كانت أول كنيسة غير مذهبية لكل الأعراق في الولايات المتحدة. نظمت ثورمان منتديات ومحاضرات للأعضاء للتعرف على الشعوب الأخرى مثل الأمريكيين الأصليين والأفارقة والآسيويين وثقافاتهم، إذا غطت كل شيء بدءًا من اليهود حتى النافاجو، وذلك في الوقت الذي تولى فيه زوجها الواجبات الكهنوتية.
حضرت ثورمان، في سنة 1945، مؤتمر سان فرانسيسكو لتأسيس الأمم المتحدة بصفتها جزءًا من وفد غير رسمي. ضم الوفد الرسمي للأمريكيين ذوي الأصول الأفريقية؛ وليام إدوارد بورغاردت دو بويز المؤسس للجمعية الوطنية للنهوض بالملونين؛ والتر فرانسيس وايت الأمين التنفيذي للجمعية الوطنية للنهوض بالملونين؛ وماري ماكلويد بيثون مؤسسة المجلس الوطني للنساء الزنوج، إلا أن «بيثون» أصرت على إرسال ثلاثة مراقبين إضافيين من المجلس الوطني للنساء الزنوج، وكانت ثورمان أحد الثلاثة. نشرت ثورمان بعد الحدث تقريراً في شيكاغو ديفندر 16 أبريل 1945، تساءلت فيه عن الدور المحدود للملونيين في المداولات؛ مشيرة إلى أن الأعداد الكبيرة لسكان البلدان النامية أصبحت قوة ينبغي ألا يستهان بها. حضرت ثورمان، سنة 1947، بصفتها ممثلة لـلمجلس الوطني للنساء الزنوج؛ مؤتمر «دول أمريكا الأول للمرأة» والذي عقد في مدينة غواتيمالا. عالج المؤتمر العديد من القضايا التي دعمتها ثورمان مثل حقوق المرأة والأممية ومبادرات السلام. قادت ثورمان، سنة 1949، وفداً من أعضاء «كنيسة صحبة كل الشعوب» إلى باريس لحضور الجلسة العامة الرابعة لليونسكو.
بعد البحث في تاريخ السود في كاليفورنيا، كتبت ثورمان ثمانية مقالات في «سان فرانسيسكو صن ريبورتر» بصفتها جزءًا من سلسلة بعنوان «رواد زنوج كاليفورنيا الأصليين». نشرت ثورمان المقالات في شكل كتاب حمل نفس العنوان سنة 1952. كان الكتاب هو ثاني تأريخ منشور عن السود في ولاية كاليفورنيا -«سجل سترات زنوج كالفورنيا» هو الكتاب الأول من تأليف ديليلا بيسلي، سنة 1919– ما عمل على سد الفجوة الناجمة عن ضعف الاهتمام الأكاديمي. كان التاريخ المكتوب في أمريكا، في ذلك الوقت، تاريخ الرجال (وعلى وجه الحصر تقريبًا الرجال البيض). لم تكن أي من النساء اللواتي كتبن عن تاريخ السود في كاليفورنيا من مواطني كاليفورنيا الأصليين.